# Білі намібійці
Білі намібійці — люди народжені у Європі або народжені, що проживають у Намібії . Більшість білих намібійців — африканери (місцеві або південноафриканські), велика меншість — німецькі намібійці (походять від німців, які колонізували Намібію наприкінці XIX століття). Багато хто з них також є португальськими або англійськими іммігрантами. Потенційно загальна кількість білих намібійців коливається між 75000 і 100000. Це невідповідність даних тому, що уряд Намібії більше не збирає дані на основі раси.

## Розподіл
Переважна більшість білих намібійців проживає у великих містах і селищах центральної або південної Намібії. Віндгук є найбільшим за населенням містом країни, а білі намібійці складають більшість у прибережному місті Свакопмунд . Інші прибережні міста, такі як Волфіш-Бей і Людеріц, також є великі білі громади. Загалом, більша частина Намібії на південь від Віндгуку має високу частку білих, тоді як центральна Намібія має високу концентрацію білих. Окрім Віндгуку, прибережних районів і південної Намібії, є великі білі громади в Очиваронго і міста в трикутнику Отаві, такі як Цумеб і Гроотфонтейн . За результатами перепису населення Південно-Африканської Республіки 1981 року в Намібії було зареєстровано 76 430 осіб білого населення (71 % африканерів і 17 % німецькомовних).

## Історія
Під час німецького правління Намібії колонія приваблювала німецьких іммігрантів. Більшість африканерів оселилися під час Дорсландського походу, а також в роки апартеїду. Більшість португальців, які народилися в Анголі, оселилися після того, як Ангола стала незалежною в 1975 році.

## Економіка
Близько 4000 власників комерційних земель, в основному білих, володіють близько 50 % орних земель по всій країні, незважаючи на процес земельної реформи. За даними ФАО, близько 42 % орних земель перебували у власності білих на час незалежності. Хоча цей район був відомий як Південно-Західна Африка, білі намібійці користувалися надзвичайно привілейованим становищем через закони апартеїду, що забезпечували сувору сегрегацію .

### Політики
- Леон Джосте, міністр державних підприємств
- Антон Любовський, політичний активіст
- Дірк Мадж, голова Конституційної конференції Терналле
- Генк Маджі, член парламенту
- Косі Преторіус, член парламенту
- Ганно Румпф, міністр уряду і посол
- Ганс Ерік Стабі, член парламенту
- Ян де Вет, член парламенту
- Піт ван дер Волт, заступник міністра національного планування
- Калле Шлеттвайн, міністр фінансів
- Ніко Сміт, член парламенту

### Бізнесмени
- Гарольд Пупкевіц

### Спортсмени
- Шкіпер Бадгорст
- Quinton-Steele Botes
- Ренальдо Ботма
- Жак Бургер
- Ден Крейвен
- Тревор Доддс
- Йорг Ліндемеєр
- Персі Монтгомері
- Олівер Ріссер[7]
- Фрідхельм Сак
- Ian van Zyl

### Спортсменки
- Моніка Даль

### Письменники
- Гвен Лістер
- Ганнес Сміт

### Фермери
- Раймар фон Газе
- Руді і Марліс ван Вюрен

### Вчені
- Якоб ван Зил[8]

### Інші
- Мішель Маклін (модель)

## Графік чисельності населення
| Уряд                                                                | Рік  | Біле населення  | Загальна чисельність населення | Біле населення у відсотках |
| ------------------------------------------------------------------- | ---- | --------------- | ------------------------------ | -------------------------- |
| Німецька Південно-Західна Африка (1884—1915)                        |      |                 |                                |                            |
| Південно-Західна Африка, адміністрація Південної Африки (1915—1990) | 1918 | 13,400          | 195 000 *                      | 7 %                        |
| Південно-Західна Африка, адміністрація Південної Африки (1915—1990) | 1919 | 6,700           | 205 000 *                      | 3 %                        |
| Південно-Західна Африка, адміністрація Південної Африки (1915—1990) | 1921 | 19,432          | 228 910                        | 8 %                        |
| Південно-Західна Африка, адміністрація Південної Африки (1915—1990) | 1933 | 10 000          | 290 000 *                      | 3 %                        |
| Південно-Західна Африка, адміністрація Південної Африки (1915—1990) | 1958 | 66 000          | 561 854                        | 12 %                       |
| Південно-Західна Африка, адміністрація Південної Африки (1915—1990) | 1965 | 68 000          | 670 981                        | 10 %                       |
| Південно-Західна Африка, адміністрація Південної Африки (1915—1990) | 1981 | 76,430          | 1,033,196                      | 7 %                        |
| Республіка Намібія (1990–)                                          | 2011 | 75000 — 120,000 | 2,113,077                      | 4–7 %                      |